# Тан Хонг Дьен
Тан Хонг Дьен (нидерл. Tan Hong Djien; 12 января 1916 — ?) — индонезийский футболист, нападающий.

## Биография
В 1938 году играл за индонезийский клуб «Тионг Хоа Сурабая».
Выступал за сборную Голландской Ост-Индии. В 1938 году главный тренер сборной Йоханнес Христоффел ван Мастенбрук вызвал Тан Хонг Дьена на чемпионат мира, который проходил во Франции и стал первым мундиалем для Голландской Ост-Индии и Индонезии в истории. На турнире команда сыграла одну игру в рамках 1/8 финала, в котором она уступила будущему финалисту турнира Венгрии (6:0). Тан Хонг Дьен принял участие в этом матче.
Его старший брат Тан Мо Хенг (1913) также выступал на чемпионате мира 1938 в качества вратаря.